# Stourhead

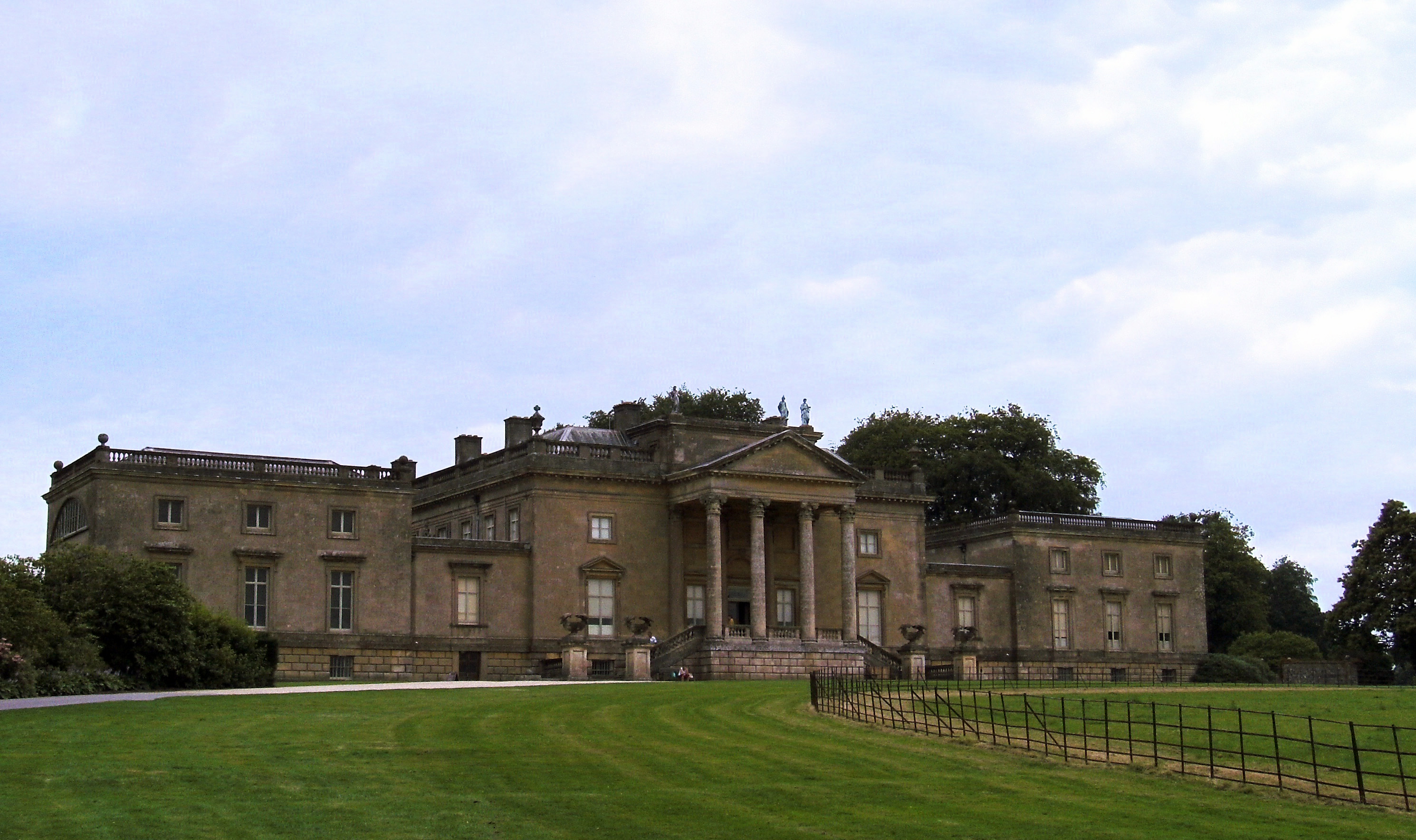
Stourhead House

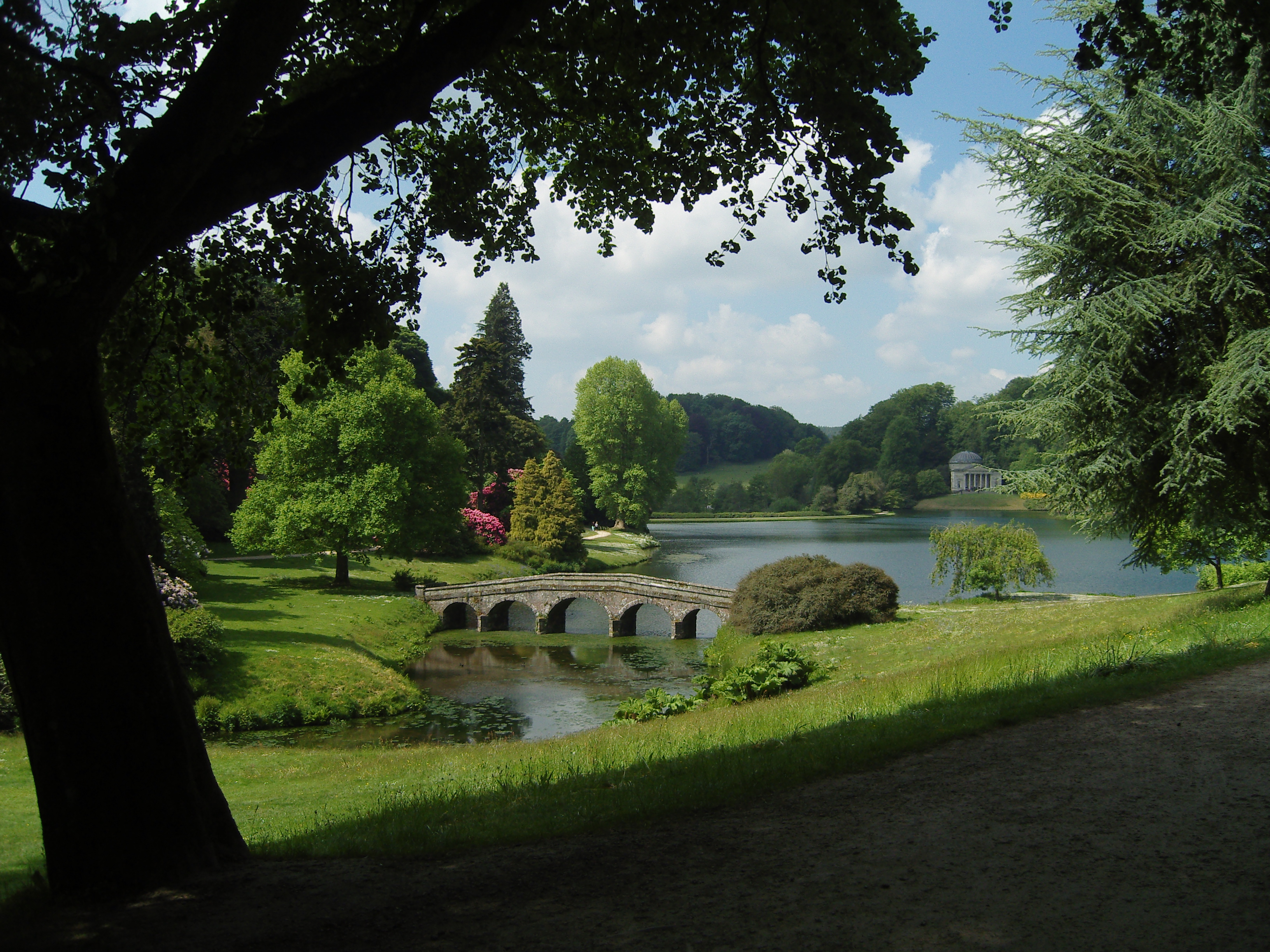
Ogrody Stourhead

Stourhead – XVIII-wieczna rezydencja w Anglii, położona w zachodniej części hrabstwa Wiltshire, ok. 4 km na zachód od miasta Mere. W jej skład wchodzą dom wzniesiony w stylu palladiańskim, ogród angielski z jeziorem, wieś Stourton, ziemie uprawne oraz fragment lasu. Od 1946 roku licząca 1072 hektarów rezydencja jest własnością fundacji National Trust.
Na terenie posiadłości swoje źródło ma rzeka Stour.

## Historia
Posiadłość, od 1448 roku należąca do baronów Stour, została w 1717 roku zakupiona przez Henry’ego Hoare’a I, syna bankiera Richarda Hoare’a. Dawna rezydencja, Stourton Manor, została wyburzona, a jej miejsce zajęła nowa, Stourhead House, zaprojektowana przez Colena Campbella i ukończona w 1721 roku. W późniejszych latach została ona rozbudowana o dwa skrzydła, mieszczące bibliotekę oraz galerię obrazów. Po śmierci Henry’ego w 1725 roku, jego syn Henry Hoare II rozpoczął budowę ogrodu, w ramach której wykopane zostało sztuczne jezioro o trójkątnym kształcie oraz zasadzone zostały drzewa i krzewy pochodzące z różnych stron świata. Wokół jeziora wzniesiono liczne budowle, m.in. świątynie Flory i Apollina, kopię Panteonu, palladiański most, a także oddaloną nieco od jeziora trójkątną Wieżę Alfreda.